# Amphelictogon garridoi
Amphelictogon garridoi är en mångfotingart som beskrevs av Pérez-Asso 1996. Amphelictogon garridoi ingår i släktet Amphelictogon och familjen Chelodesmidae. Inga underarter finns listade i Catalogue of Life.